# 5247 Крилов
5247 Крилов (5247 Krylov) — астероїд головного поясу, відкритий 20 жовтня 1982 року.
Тіссеранів параметр щодо Юпітера — 3,442.